# Этнонимы русских
Этнонимы русских — совокупность самоназваний (эндоэтнонимов) и использующихся другими народами (экзоэтнонимов) названий русского народа на протяжении его существования.
«Русь» было одновременно названием государства восточных славян и их ранним этнонимом, наряду с синтагмой роусьскыи люди. Этноним рѹсь (ед.ч. м.р. рѹсинъ, ж.р. рѹска) употреблялся как самоназвание народа до XVIII века. Однако с XVI—XVIII веков он постепенно сменился на искусственные русы, россы или россияне, а позднее, с XVIII—XIX веков — на великороссы. В XVIII—XIX веках в литературном языке закрепился уже известный этноним русские, которым, однако, в официальных источниках в то время обозначали всех восточных славян, и лишь с 1920-х годов — только великороссов.

## В современном русском языке
В современном русском языке эндоэтнонимом русского этноса является частично субстантивированное прилагательное ру́сский. Оно возникло от раннего двусоставного сочетания русские люди, в котором вторая часть перестала употребляться (эллипсис). Древнерусское прилагательное рѹсьскъ, рѹсьскыи состоит из корня рѹс- и суффикса -ьск-, который образовывает производные от названий местности (ср.: назаретьскъ «из Назарета»).

## Происхождение и эволюция этнонима

### Этимология
Существует большое число версий происхождения слова, выводящих его из различных языков. Наиболее обоснована лингвистически «северная», западнофинская (скандинавская) версия (из древнескандинавского языка через западнофинское посредство). Скандинавская этимология составляет современный лингвистический консенсус. Гипотезы «южного», местного, или автохтонного, происхождения этнонима русь (обычно из иранских или славянских языков) занимают важное место в концепциях антинорманистов. «Южные» гипотезы весьма слабо обоснованы как лингвистически, так и исторически (предполагается существование предшествовавшего Киевской Руси государства на юге).

### Древние и архаичные варианты
Древним собирательным обозначением жителей Древнерусского государства было русь.
Для обозначения единичного представителя народа использовалось слово русин, оно встречается впервые в договорах русских князей с греками в X веке. С образованием единого древнерусского государства и на протяжении многих веков словом русин обозначали славянское православное население русских княжеств и Русского государства, так же, как и соседних Великого княжества Литовского и Речи Посполитой. Источники Московской Руси конца XV века и вплоть до конца XVII века фиксируют употребление этнонима «русин» в качестве самоназвания в разных по жанру памятниках — разговорниках, деловых памятниках, повествовательной литературе. Отмечалось использование термина в простонародном языке северных великорусских губерний даже в начале XX века.
Одновременно с наименованием русин было в ходу слово русак (сравните поляк, словак). Этноним русак употреблялся в памятниках XVI—XVII веков, различных по жанру, но отражающих разговорную речь: в русско-немецком анонимном разговорнике, сатирических повестях, пословицах, реже в деловых актах. Французский наёмник и автор эпохи Смутного времени Жак Маржерет писал: «Сами они, когда их спрашивают, какой они нации, отвечают: Russac, то есть русские, а если их спрашивают, откуда, они отвечают: is Moscova — из Москвы, Вологды, Рязани или других городов». Сегодня это слово носит оттенок просторечия.
Название русичи встречается только в Слове о полку Игореве.
В XVII веке в сочинениях Юрия Крижанича и русских книжников возникла построенная по принципам русского словообразования, но редкая форма русяне, которая, впрочем, не прижилась и была забыта.
В некоторых славянских языках вплоть до недавнего времени сохранялись вышеуказанные архаичные формы, исчезнувшие в самом русском языке. В польском языке этноним русин по отношению к русским употреблялся ещё в конце XVIII века. Также подобное значение слов rusin, rusnak, rusak отмечалось в польских словарях середины XIX века, а у пол. rusek, rusak — в словарях начала XX века. Однако в современном польском языке однокоренные слова rusek и ruski считаются разговорными, иногда с оскорбительным оттенком (сравните англ. russki).
В болгарском языке русин оставался этнонимом для русских вплоть до начала XX века. Однако в современном языке употребляется вариант руснак, мн. ч. руснаци.

### Субстантивация
Несмотря на то, что современная субстантивированная форма этнонима русский является достаточно уникальной для современного русского литературного языка (что порождает разные наивные псевдолингвистические толки), она, тем не менее, берёт своё начало в очень распространённой в древне- и старорусском языке традиции обозначать народы через двусоставное сочетание: прилагательное на -ский + люди, человек. В большом количестве документов XVI—XVII вв. и многим ранее встречаются не только такие привычные сочетания, как русские люди, но и польские, литовские, немецкие (немецкие или шведские), крымские, татарские, турские (то есть турецкие), французские и нерлянские (то есть нидерландские) люди вместо современных существительных-этнонимов поляки, литовцы, немцы, шведы, крымцы, татары, турки. Вторая часть словосочетания не ограничивалась только словами люди или человек — вместо них могли использоваться более конкретные обозначения: цари, князья, бояре, послы, полоняники (то есть пленники), крестьяне, холопы, воры и пр. Однако само по себе слово русский без второго компонента встречается очень редко. Например, в Соборном уложении 1649 года более 35 раз встречаются сочетания русские люди и русский человек, однако просто русские — всего лишь два раза (Глава XX, параграф 69).
Постепенно второй компонент стал употребляться всё реже, и произошла субстантивация. Причина этого процесса может лежать в изначальной асимметрии в образовании этнонима: мн. ч. русь, но ед. ч. русин, а также отсутствие как таковой формы женского рода. Эта асимметрия нашла простой выход в подобных конструкциях.
Схожие сочетания применялись по отношению не только к людям, но и к странам. Современные, привычные нам названия стран старорусскому языку были практически нехарактерны — вместо них употреблялись сочетания: прилагательное на -ский + земля.
Для иностранных же этносов двухкомпонентные этнонимы стали редкими (исключая поэтическое употребление сочетаний со вторым элементом «народ»: польский народ, немецкий народ и т. п.), при этом ни в одном случае не произошла субстантивация, а основной формой стали выступать лишь этнонимы-существительные. К XVIII веку этноним русские стал вполне обычным. В переписке Петровской эпохи уже явно встречается субстантивированная форма, так же, как и в произведениях писателей первой половины XVIII века, например, Тредиаковского или Татищева. Однако на протяжении почти двух столетий (с начала XVII века — времени первого появления россов, — вплоть до начала XIX века) ей приходилось «соперничать» с псевдоклассическими россами и россиянами (см. ниже). Под влиянием ложноклассицизма Ломоносов во всех своих трудах употребляет только существительное россияне и прилагательное российский.
Схожий процесс произошёл и в немецком языке. Наряду с возникшим ещё в древненемецкую эпоху сочетаниями Diutschiu liute «люди, народ», Diutschi man «человек» в Средневековье широко употребляется субстантивированное прилагательное die diutisken, tiutsche «немцы». Свой язык немцы называют diutsche (f), diutsch, tiutsch (n) и противопоставляют языку других народов (сравните: «русский язык» и «в, на русском»). Так же, как и в русском, субстантивация в немецком слабо распространяется на другие народы (russisch, но Russe; italienisch, но Italiener; französisch, но Franzose и т. д.)

### Руссы, россы, россияне, великорусы
В XIV веке в западнославянской литературе возникает сказание о братьях Чехе и Лехе, затем к ним «присоединился» Рус. Эта легенда уже в XVII веке отражается в русских книгах. Таким образом, этноним русь был грамматически переосмыслен, и жители стали иногда кратко называться рус(с)ами, ед.ч. рус (а не русь/русин). У Сигизмунда Герберштейна в «Записках о Московии» зафиксирован этноним Russy, применяемый по отношению к себе жителями Великого княжества Московского эпохи Василия III.
Параллельно с этим под влиянием греческого языка в XVI—XVII веках в русском языке возникает книжная форма россы (прилагательное росский) от греч. Ῥώς, которая перекликалась с руссами. Такая форма россы стала популярна в связи с переосмыслением трудов античных авторов, которые повествовали о народе роксоланов в Скифии. Возникла теория, что народ руссы происходит от племени роксоланов (роксоланская теория), с изменением в названии одной буквы и отпадением второго корня. Слова россы и росский были долгое время популярны в русской литературе XVIII—XIX веков, особенно в поэзии.
В XVIII веке слово россы получает окончательное оформление в «русифицированной» форме россияне (другие редкие варианты: российцы, российщики, и прилагательное российский). Однако это слово обозначало не жителей или подданных Российской империи, а именно этническую принадлежность к русскому народу.
Удвоение буквы с произошло под влиянием европейских языков, прежде всего латыни, где -s- между гласными читалось бы как [z], отсюда необходимость писать две -ss- для правильного произношения. Впервые двойное написание появилось в греческом языке в XIV—XV веках. Позже изредка оно встречалось и в русском, но окончательно закрепилось лишь в начале XVIII века. Притом если россы/россияне с XVIII века употреблялись исключительно с двумя «с», то в русы орфография была непоследовательной и варьировалась от автора к автору. Эта непоследовательность отразилась, например, в современных Белоруссия, но белорусы.
Все эти книжные формы: рус(с)ы, россы, россияне постепенно вытеснили русь/русин и были основными этнонимами в XVIII — начале XIX вв. Однако в конце XVIII — начале XIX вв. начинается переход к сентиментализму и романтизму, означавший приближение к народным темам и более простому языку. Поэтому в XIX веке народное субстантивированное прилагательное русский заменяет старый книжный грецизм. С середины XIX века получает развитие разграничение значений россиянин как принадлежность к государству и русский (человек, язык) как принадлежность к народу. Бо́льшую популярность получило прилагательное российский, хотя и оно применялось значительно реже, чем прилагательное русский (император всероссийский, но русский царь, русская армия, русские учёные).
Также в XVII—XIX веках оформляется теория «триединого русского народа», который состоит из великорусов, малороссов, белорусов. С 1920-х годов русскими стали обозначать лишь великорусов.

### Более ранние орфографические варианты этнонима «русский»
Современное и более этимологически и морфологически правильное написание от рѹсьскъ, рѹсьскыи, с корнем русь- и суффиксом -ьск- окончательно установилось лишь в XIX веке. Намного ранее у слова русский было множество орфографических вариантов, прежде всего с одной с: русскыи, руськыи, рускыи, рускии, рускій и т. п. Народным же является руской, с -ой вместо -ий (сравните простореч. мало́й и книж. лит. ма́лый), так как в великорусских диалектах древнерусское -ый развилось в -ой. Написание с -ий установилось под влиянием церковнославянского языка.

## Экзоэтнонимы

### В современных языках
В большинстве мировых языков используется корень рус-. Однако в византийских источниках, помимо основы с -у-, представлена и основа с -о-: греч. Ῥώς, Ῥωσ(σ)ία, ῥωσιστί; откуда, в конечном счёте, название Россия. Эта греческая огласовка представлена на сегодня в трёх языках: греческом (ρώσοι), украинском (росіяни) и польском (rosjanie). В некоторых языках другая огласовка (с -о- или др.) объясняется внутренним развитием языка, а не греческим влиянием: венг. orosz, каз. орыс, тат. урыс и др.
В финском и эстонском языках используется корень, образованный, предположительно, от вятичей (праформа *ventitji) или венедов: фин. venäläiset, эст. venelased.
В балтийских же языках используется корень, образованный от племени кривичей: латыш. krievi, уст. лит. kriẽvai.
В ряде языков для обозначения русских используются этнонимы, образованные от казаков: чечен. гӀазкхи, прил. гӀазкхийн, хак. хазах, урум. хазах. Однако эти слова сейчас считаются либо устаревшими, либо разговорными, либо носят оскорбительный оттенок, и вместо них используются современные стандартные чечен. оьрси(-йн), хак. орыс, урум. урус.
Индейцы Аляски атна называли русских «кетчетняи», от «кетчи» — «железо», металла, с которым атна познакомились с приходом русских в конце XVIII века.

### Руги
Таким античным авторам, как Тацит, Клавдий Птолемей, Иордан было известно германское племя ругов (ругиев), жившее первоначально на балтийском побережье, а позже переселившееся в Центральную Европу. В результате Великого переселения народов и многочисленных войн племя ругов исчезло с исторической сцены, последнее его упоминание было сделано в VI веке. Тем не менее, намного позже либо из-за фонетического сходства, либо по другой причине, ругиями в ранних средневековых хрониках X—XII вв. иногда называли жителей древней Руси. Например, княгиню Ольгу в X веке назвали королевой ругов (лат. reginae Rugorum).

### Рутены
В древнеримских источниках упоминается кельтское племя рутенов (лат. ruteni), живших в современной южной Франции (около города Родез). Фонетическая близость лат. ruteni и др.-рус. русинъ позволила европейским средневековым книжникам называть жителей древнерусского государства уже известным термином. 

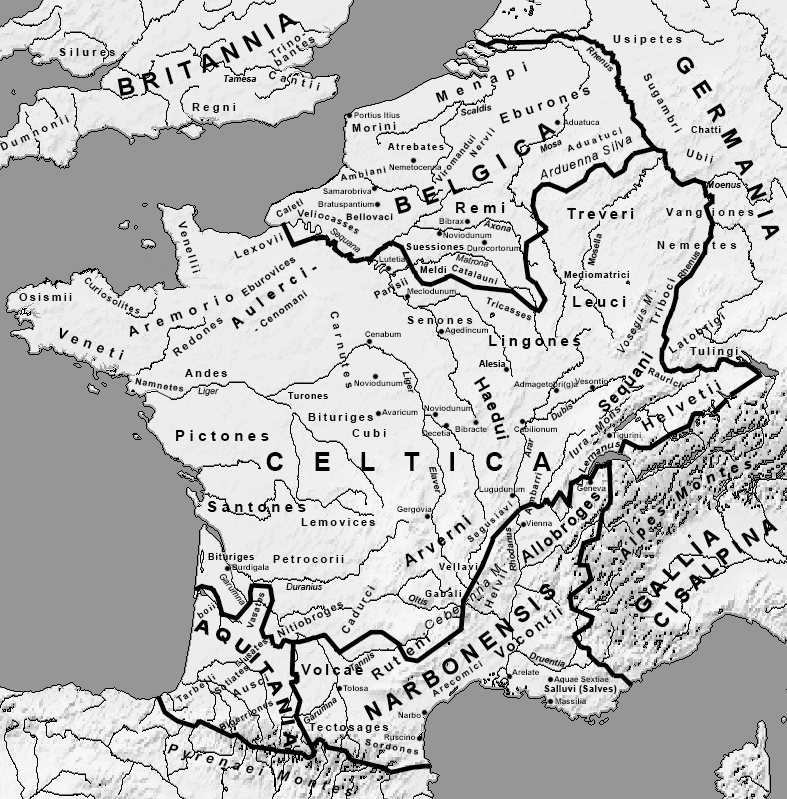
Карта Галлии и её племён

Употребление экзонима лат. rutheni (с украшающей h после t, изредка после r) и образованных от него названия Руси Рутения (лат. Ruthenia) и прилагательного лат. ruthenicus было прежде всего характерно для латинского языка, в других европейских языках продолжали употреблять старые названия с корнем rus(s)-. Однако этот латинизм проник в немецкий язык и словом нем. Ruthene; с XIX века так стали обозначать жителей Западной Украины, в отличие от живущих в Российской империи восточных славян, которых продолжали называть нем. (die) Russen.
Используя этот средневековый латинизм, русский химик К. К. Клаус в 1844 году назвал открытый им новый химический элемент рутением (лат. ruthenium) в честь России.

### Московиты
С ростом Московского княжества и подчинением всей Северо-Восточной Руси московскому князю на рубеже XV—XVI вв. в Европе возник экзоэтноним лат. moscovitae (иногда в краткой форме mosc(h)i, мо́ски), рус. московиты по названию Москвы — столицы государства. С помощью латинского суффикса -itēs, образовываются названия народов, сравните семиты, хамиты, яфетиты, эламиты, левиты. Распространение и закрепление этого экзоэтнонима также поддерживалось за счёт возникшей в среде книжников теории, что народ московитов (как и все славяне, между прочим) происходит от библейского Мешеха. Также, вероятно, имело место влияние русского слова москвичи, ед. ч. москвитин (сравните, например, лат. obodriti, abodritae, obodritae из *ободричи).
Изначально Moscovia обозначало только сам город, а, соответственно, московиты — только жителей города и окрестностей, но потом это название перешло и на всех жителей государства независимо от того, где они живут (яркий пример синекдохи, то есть перехода с частного (названия столицы) на целое (название государства и её жителей). К примеру, Парижский словарь московитов был составлен в Холмогорах, таким образом, московитами в данном случае обозначали жителей Поморья. Однако в самой России латинское слово ''московиты'' не использовали, а москвичами (позднее также ''москвитянами'') называли лишь жителей Москвы.
В тюркских языках использовались схожие слова: осман. مسقو, mosqov‎ и осман. مسقولو, mosqovlu‎.
Часто собирательным словом для жителей России в восточно-европейских языках было просто москва или москов (сравните литва, литвин).
Однако в старых источниках параллельно с московитами почти всегда встречаются формы от корня рус-: нем. Reussen, Reissen, Russen, лат. Rutheni, Russi, Rusci (см. например у Гваньини, Герберштейна или Петрея), осман. روسيالو rusialu, روس rus, urus, روسيةلي rusiale, روسية rusia‎
. Пояснения, что московиты суть русские и принадлежат к числу славянских народов, уже в XVI веке стали привычными в сочинениях зарубежных авторов (Олаф Магнус, Бароний, и др.), а с XVII века такие пояснения становятся правилом.
В XIX веке при переводах европейских источников на русский язык этот латинизм moscovitae был русифицирован, и с помощью суффикса -яне было образовано искусственное слово москвитяне (совмещающее сразу два суффикса: греко-латинский и славянский). Также в XIX веке выходил популярный журнал «Москвитянин».

## Названия русского языка

Написание рꙋ́с̾скїи ꙗ҅зы́к̾ из азбуки Бурцова (ерь и ер переданы паерком), 1637 год

Эволюция этнонима также отразилась и на названии русского языка, у которого, помимо его современного наименования, существовали два других: великорусский и российский. Илларион Киевский в Слове о законе и благодати (XI век) использует словосочетание «и до нашего языка рускаго» и дальше «Вѣра бо благодѣтьнаа по всеи земли прострѣся и до нашего языка рускааго доиде». Однако «руский язык» в то время означало «русский народ».
Под влиянием классицизма и античной словесности в XVIII—XIX веках широко используется альтернативное название для русского языка — российский язык. Впервые подобное сочетание появилось в 1597 году в письме Львовской братской школы к царю Фёдору Иоанновичу в виде «словенский российский язык». В 1627 году Памво Берында называет свой словарь «Лексикон славеноросский», тем самым фиксируя и новое поэтическое прилагательное росский (позже от него образовалось слово росс, россы), которое впоследствии получит популярность не в названии языка, а в поэтических произведениях. Однако по-настоящему термин российский язык получает распространение после преобразований Петра I. Под влиянием ложноклассицизма Ломоносов пишет исключительно российская азбука, российская грамматика. У других писателей не наблюдается такой последовательности: в одном и том же тексте наряду с российским языком употребляется и старое русский язык. Выбор между российский и русский определялся стилистически: российский считался возвышенным и торжественным, русский — народным и просторечным, иногда для большей «просторечности» ему придавали форму руской. Однако уже к концу XVIII века термин российский язык (как и само прилагательное) ощущается излишне книжным и искусственным, и многие авторы возвращаются к старому названию. Российский язык ещё встречается в книгах начала XIX века, но примерно после 1830 года такое название уже практически не употребляется. Фактором, повлиявшим на замену одного термина другим, стало развитие проекта «большой русской нации» (в частности, под влиянием Польского восстания 1830—1831 годов) и его конкуренция с альтернативными национальными проектами, что побуждало к использованию такого названия языка, которое, с одной стороны, могло бы быть воспринятым в качестве «своего» восточнославянским населением земель бывшей Речи Посполитой, с другой стороны, недвусмысленно указывало бы на их «русский» характер. Форма «российский язык» успела закрепиться в польском языке (język rosyjski), а в XX веке была перенесена в украинский язык (російська мова, хотя ранее использовались варианты руська мова, руські чиновники и т. д.).
В XIX веке, когда становится очень популярна этнография и диалектология, в научном обороте появляется название великороссийское наречие или великороссийский язык. Но оно, прежде всего, обозначало не литературный язык, а диалектную речь, язык простого народа, населявшего центральные губернии Российской империи (то есть Великороссию), в противопоставлении с малорусским и белорусским наречиями (языками). К примеру, такое название фигурирует в словаре Даля «Словарь живаго великорускаго языка».